# جیووانی پیاکنتینی
جیووانی پیاکنتینی (انگلیسی: Giovanni Piacentini؛ زادهٔ ۹ آوریل ۱۹۶۸) بازیکن فوتبال اهل ایتالیا است.
از باشگاه‌هایی که در آن بازی کرده‌است می‌توان به باشگاه فوتبال مودنا، باشگاه فوتبال فیورنتینا، باشگاه فوتبال آ.اس. رم، باشگاه فوتبال بولونیا، باشگاه فوتبال پادوا، و باشگاه فوتبال آتالانتا اشاره کرد.
وی همچنین در تیم ملی فوتبال زیر ۲۱ سال ایتالیا بازی کرده‌است.